# Torneo del Interior A 2003
El Torneo del Interior - Zona Campeonato de 2003 fue la sexta edición del torneo organizado por la Unión Argentina de Rugby que reúne a los mejores clubes de todas las uniones provinciales de la Argentina, excluyendo a la Unión de Rugby de Buenos Aires. Se llevó a cabo entre el 31 de agosto y el 18 de octubre de 2003.
Duendes de Rosario se consagró campeón al derrotar en la final a Cardenales de Tucumán por 22 a 20, obteniendo así su primer título a nivel nacional. El conjunto rosarino fue dirigido por Ricardo Imhoff y contó con jugadores como Pedro Escalante (autor del único try en la final), Maximiliano Nannini y los hermanos Máximo, Camilo y Simón Boffelli (subcampeones en 1999), entre otros.
El torneo también se destacó por la eliminación de todos los equipos cordobeses en primera fase, resultando en ningún equipo de la Provincia de Córdoba clasificando al Torneo Nacional de Clubes por primera vez en la historia del torneo.

## Equipos participantes
Participaron de este torneo 16 clubes, provenientes del Campeonato Oficial Cordobés (cuatro equipos), el Torneo Regional del Litoral (cuatro equipos), el Torneo Regional del Noroeste (cuatro equipos), el Torneo Regional del Oeste (dos equipos), el Torneo Regional del Nordeste (un equipo) y el Torneo de la URMDP (un equipo).
| Club                           | Vía de clasificación                                                                        |
| ------------------------------ | ------------------------------------------------------------------------------------------- |
| Club La Tablada                | Campeón del Campeonato Oficial de la UCR 2003.                                              |
| Tala Rugby Club                | Subcampeón del Campeonato Oficial de la UCR 2003.                                           |
| Jockey Club de Córdoba         | 3.° puesto en el Campeonato Oficial de la UCR 2003.                                         |
| Club Palermo Bajo              | 4.° puesto en el Campeonato Oficial de la UCR 2003.                                         |
| Jockey Club de Rosario         | Campeón del Torneo del Interior A 2002 y 4.° puesto en el Torneo Regional del Litoral 2003. |
| Gimnasia y Esgrima de Rosario  | Campeón del Torneo Regional del Litoral 2003.                                               |
| Universitario de Rosario       | Subcampeón del Torneo Regional del Litoral 2003.                                            |
| Duendes Rugby Club             | 3.° puesto en el Torneo Regional del Litoral 2003.                                          |
| Huirapuca                      | Campeón del Torneo Regional del Noroeste 2003.                                              |
| Cardenales Rugby Club          | Subcampeón del Torneo Regional del Noroeste 2003.                                           |
| Los Tarcos Rugby Club          | 3.° puesto en el Torneo Regional del Noroeste 2003.                                         |
| Tucumán Rugby Club             | 4.° puesto en el Torneo Regional del Noroeste 2003.                                         |
| Los Tordos Rugby Club          | Campeón del Torneo Regional del Oeste 2003.                                                 |
| Mendoza Rugby Club             | Subcampeón del Torneo Regional del Oeste 2003.                                              |
| Universitario de Mar del Plata | Campeón del Torneo de la URMDP 2003.                                                        |
| Taragüy Rugby Club             | Campeón del Torneo Regional del Nordeste 2003.                                              |

### Distribución geográfica de los equipos
| Yerba Buena Corrientes Rosario San Miguel de Tucumán Mar del Plata Mendoza Córdoba Concepción Localización de los equipos clasificados al Torneo del Interior A 2003 | \| Jurisdicción \| Cant. \| Equipos \| \| ------------------------- \| ----- \| -------------------------------------------- \| \| Provincia de Córdoba \| 4 \| La Tablada, Palermo Bajo, Jockey (C), Tala \| \| Provincia de Santa Fe \| 4 \| Jockey (R), GER, Duendes, Universitario (R) \| \| Provincia de Tucumán \| 4 \| Tucumán Rugby, Cardenales, Huirapuca, Tarcos \| \| Provincia de Mendoza \| 2 \| Los Tordos, Mendoza \| \| Provincia de Buenos Aires \| 1 \| Universitario (MDP) \| \| Provincia de Corrientes \| 1 \| Taraguy \| |                                              |
| Jurisdicción | Cant. | Equipos                                      |
| Provincia de Córdoba | 4 | La Tablada, Palermo Bajo, Jockey (C), Tala   |
| Provincia de Santa Fe | 4 | Jockey (R), GER, Duendes, Universitario (R)  |
| Provincia de Tucumán | 4 | Tucumán Rugby, Cardenales, Huirapuca, Tarcos |
| Provincia de Mendoza | 2 | Los Tordos, Mendoza                          |
| Provincia de Buenos Aires | 1 | Universitario (MDP)                          |
| Provincia de Corrientes | 1 | Taraguy                                      |

## Formato
En la primera fase los dieciséis equipos fueron divididos en cuatro zonas de cuatro equipos cada una, las cuales se resolvieron bajo el sistema de todos contra todos a una sola ronda encuentros de local y de visitante. Se utilizó el sistema de puntos bonus, otorgando 4 puntos por partido ganado, 2 por empatado, 0 por perdido, 1 punto bonus por marcar cuatro tries o más y 1 punto bonus por perder por siete puntos o menos.
Los primeros y segundos de cada zona clasificaron a la segunda fase, la cual estuvo dividida en dos zonas de cuatro equipos cada una, las cuales se resolvieron bajo el mismo formato que la primera fase. Los primeros y segundo de la segunda fase clasificaron a la fase final, etapa en la cual se declaró al campeón a eliminación directa (semifinales y final) y con la localía en la final decidiéndose por sorteo.
Los ocho equipo clasificados a la segunda fase clasificaron al Nacional de Clubes de 2003. Los cuatro equipos clasificados últimos en sus zonas en la primera fase disputaron partidos a eliminación directa para definir al peor clasificado del torneo. La región de origen del club peor clasificado pierde un cupo para el Torneo del Interior A 2004, la cual es otorgada a la región de origen del club campeón del Torneo del Interior B 2003.

## Primera fase

### Zona 1
| Pos. | Equipos                | Partidos | Partidos | Partidos | Tantos | Tantos | Tantos | Pts. |
| Pos. | Equipos                | G        | E        | P        | PF     | PC     | DP     | Pts. |
| ---- | ---------------------- | -------- | -------- | -------- | ------ | ------ | ------ | ---- |
| 1.°  | Cardenales             | 3        | 0        | 0        | 118    | 71     | +47    | 14   |
| 2.°  | Gimnasia y Esgrima (R) | 2        | 0        | 1        | 69     | 47     | +22    | 11   |
| 3.°  | Jockey Club (C)        | 1        | 0        | 2        | 62     | 101    | -39    | 8    |
| 4.°  | Taragüy                | 0        | 0        | 3        | 60     | 90     | -30    | 2    |

|  | Clasifica a segunda fase y al Nacional de Clubes 2003 |
|  | Disputa repechaje por permanencia                     |

| 31 de agosto | Gimnasia y Esgrima (R) | 30 - 17 | Jockey Club (C) |                                             |                                             |
|              |                        | Reporte |                 | Árbitro(s): Ricardo Ponce de León (Tucumán) | Árbitro(s): Ricardo Ponce de León (Tucumán) |

| 31 de agosto | Cardenales | 46 - 31 | Taragüy |                                       |                                       |
|              |            | Reporte |         | Árbitro(s): Roberto Mancuso (Córdoba) | Árbitro(s): Roberto Mancuso (Córdoba) |

| 6 de septiembre | Taragüy | 14 - 25 | Gimnasia y Esgrima (R) |                                         |                                         |
|                 |         | Reporte |                        | Árbitro(s): Martín Rodríguez (Santa Fe) | Árbitro(s): Martín Rodríguez (Santa Fe) |

| 6 de septiembre | Cardenales | 56 - 26 | Jockey Club (C) |                                      |                                      |
|                 |            | Reporte |                 | Árbitro(s): Marcelo Abdala (Tucumán) | Árbitro(s): Marcelo Abdala (Tucumán) |

| 14 de septiembre | Gimnasia y Esgrima (R) | 14 - 16 | Cardenales |                                             |                                             |
|                  |                        | Reporte |            | Árbitro(s): Marcelo Sandoval (Buenos Aires) | Árbitro(s): Marcelo Sandoval (Buenos Aires) |

| 14 de septiembre | Jockey Club (C) | 19 - 15 | Taragüy |                                              |                                              |
|                  |                 | Reporte |         | Árbitro(s): Juan Pablo Spirandelli (Rosario) | Árbitro(s): Juan Pablo Spirandelli (Rosario) |

### Zona 2
| Pos. | Equipos           | Partidos | Partidos | Partidos | Tantos | Tantos | Tantos | Pts. |
| Pos. | Equipos           | G        | E        | P        | PF     | PC     | DP     | Pts. |
| ---- | ----------------- | -------- | -------- | -------- | ------ | ------ | ------ | ---- |
| 1.°  | Los Tarcos        | 3        | 0        | 0        | 102    | 52     | +50    | 14   |
| 2.°  | Universitario (R) | 2        | 0        | 1        | 59     | 51     | +8     | 9    |
| 3.°  | Palermo Bajo      | 1        | 0        | 2        | 84     | 91     | -7     | 7    |
| 4.°  | Los Tordos        | 0        | 0        | 3        | 56     | 107    | -51    | 3    |

|  | Clasifica a segunda fase y al Nacional de Clubes 2003 |
|  | Disputa repechaje por permanencia                     |

| 31 de agosto | Universitario (R) | 30 - 20 | Palermo Bajo |                                 |                                 |
|              |                   | Reporte |              | Árbitro(s): Juan Garnica (Cuyo) | Árbitro(s): Juan Garnica (Cuyo) |

| 31 de agosto | Los Tordos | 13 - 53 | Los Tarcos |                                         |                                         |
|              |            | Reporte |            | Árbitro(s): Martín Rodríguez (Santa Fe) | Árbitro(s): Martín Rodríguez (Santa Fe) |

| 6 de septiembre | Universitario (R) | 9 - 17  | Los Tarcos |                                        |                                        |
|                 |                   | Reporte |            | Árbitro(s): Santiago Slinger (Uruguay) | Árbitro(s): Santiago Slinger (Uruguay) |

| 7 de septiembre | Palermo Bajo | 34 - 29 | Los Tordos |                                             |                                             |
|                 |              | Reporte |            | Árbitro(s): Ricardo Ponce de León (Tucumán) | Árbitro(s): Ricardo Ponce de León (Tucumán) |

| 14 de septiembre | Los Tordos | 14 - 20 | Universitario (R) |                                         |                                         |
|                  |            | Reporte |                   | Árbitro(s): Marcelo Domínguez (Córdoba) | Árbitro(s): Marcelo Domínguez (Córdoba) |

| 14 de septiembre | Los Tarcos | 32 - 30 | Palermo Bajo |                                         |                                         |
|                  |            | Reporte |              | Árbitro(s): Martín Rodríguez (Santa Fe) | Árbitro(s): Martín Rodríguez (Santa Fe) |

### Zona 3
| Pos. | Equipos    | Partidos | Partidos | Partidos | Tantos | Tantos | Tantos | Pts. |
| Pos. | Equipos    | G        | E        | P        | PF     | PC     | DP     | Pts. |
| ---- | ---------- | -------- | -------- | -------- | ------ | ------ | ------ | ---- |
| 1.°  | Duendes    | 3        | 0        | 0        | 96     | 60     | +36    | 15   |
| 2.°  | Tucumán RC | 2        | 0        | 1        | 95     | 76     | +19    | 11   |
| 3.°  | La Tablada | 1        | 0        | 2        | 79     | 83     | -4     | 11   |
| 4.°  | Mendoza RC | 0        | 0        | 3        | 69     | 120    | -51    | 3    |

|  | Clasifica a segunda fase y al Nacional de Clubes 2003 |
|  | Disputa repechaje por permanencia                     |

| 31 de agosto | La Tablada | 15 - 18 | Duendes |                                                   |                                                   |
|              |            | Reporte |         | Árbitro(s): Christián Sánchez Ruiz (Buenos Aires) | Árbitro(s): Christián Sánchez Ruiz (Buenos Aires) |

| 31 de agosto | Mendoza RC | 17 - 37 | Tucumán RC |                                              |                                              |
|              |            | Reporte |            | Árbitro(s): Juan Pablo Spirandelli (Rosario) | Árbitro(s): Juan Pablo Spirandelli (Rosario) |

| 6 de septiembre | Tucumán RC | 34 - 21 | La Tablada |                                            |                                            |
|                 |            | Reporte |            | Árbitro(s): Lucas Diez Rodríguez (Rosario) | Árbitro(s): Lucas Diez Rodríguez (Rosario) |

| 6 de septiembre | Mendoza RC | 21 - 40 | Duendes |                                         |                                         |
|                 |            | Reporte |         | Árbitro(s): Marcelo Domínguez (Córdoba) | Árbitro(s): Marcelo Domínguez (Córdoba) |

| 14 de septiembre | La Tablada | 43 - 31 | Mendoza RC |                                             |                                             |
|                  |            | Reporte |            | Árbitro(s): Ricardo Ponce de León (Tucumán) | Árbitro(s): Ricardo Ponce de León (Tucumán) |

| 14 de septiembre | Duendes | 38 - 24 | Tucumán RC |                                            |                                            |
|                  |         | Reporte |            | Árbitro(s): Víctor Rabuffetti (Entre Ríos) | Árbitro(s): Víctor Rabuffetti (Entre Ríos) |

### Zona 4
El partido de la primera fecha entre Huirapuca y Universitario de Mar del Plata no se llevó a cabo ya que el club marplatense reclamó que la Unión Argentina de Rugby no aportó el transporte por vía aérea del equipo a Tucumán, lo cual estaba contemplado anteriormente para equipos que debiesen viajar más de 1.500 km de distancia. Posteriormente, la UAR decidió que el encuentro no se dispute al estar ambos equipos ya clasificados al cabo de la última fecha.
| Pos. | Equipos             | Partidos | Partidos | Partidos | Tantos | Tantos | Tantos | Pts. |
| Pos. | Equipos             | G        | E        | P        | PF     | PC     | DP     | Pts. |
| ---- | ------------------- | -------- | -------- | -------- | ------ | ------ | ------ | ---- |
| 1.°  | Universitario (MDP) | 2        | 0        | 0        | 59     | 27     | +32    | 10   |
| 2.°  | Huirapuca           | 2        | 0        | 0        | 83     | 33     | +50    | 10   |
| 3.°  | Tala                | 1        | 0        | 2        | 59     | 92     | -33    | 5    |
| 4.°  | Jockey Club (R)     | 0        | 0        | 3        | 66     | 115    | -49    | 1    |

|  | Clasifica a segunda fase y al Nacional de Clubes 2003 |
|  | Disputa repechaje por permanencia                     |

| 31 de agosto | Huirapuca | No se jugó | Universitario (MDP) |                                            |                                            |
| |           | Reporte    |                     | Árbitro(s): Víctor Rabuffetti (Entre Ríos) | Árbitro(s): Víctor Rabuffetti (Entre Ríos) |
| Universitario no se presentó por problemas con la Unión Argentina de Rugby respecto al traslado del equipo. La UAR posteriormente decidió no llevar a cabo el encuentro al estar ambos equipos clasificados. |           |            |                     |                                            |                                            |

| 31 de agosto | Tala | 37 - 28 | Jockey Club (R) |                                       |                                       |
|              |      | Reporte |                 | Árbitro(s): Eduardo Blengio (Uruguay) | Árbitro(s): Eduardo Blengio (Uruguay) |

| 6 de septiembre | Jockey Club (R) | 21 - 42 | Huirapuca |                                             |                                             |
|                 |                 | Reporte |           | Árbitro(s): Roberto Martínez (Buenos Aires) | Árbitro(s): Roberto Martínez (Buenos Aires) |

| 6 de septiembre | Tala | 10 - 23 | Universitario (MDP) |                               |                               |
|                 |      | Reporte |                     | Árbitro(s): Alcocer (Tucumán) | Árbitro(s): Alcocer (Tucumán) |

| 13 de septiembre | Universitario (MDP) | 36 - 17 | Jockey Club (R) |                                  |                                  |
|                  |                     | Reporte |                 | Árbitro(s): Rafael Molina (Cuyo) | Árbitro(s): Rafael Molina (Cuyo) |

| 14 de septiembre | Huirapuca | 41 - 12 | Tala |                                            |                                            |
|                  |           | Reporte |      | Árbitro(s): Lucas Diez Rodríguez (Rosario) | Árbitro(s): Lucas Diez Rodríguez (Rosario) |

## Segunda Fase

### Zona A
El partido entre Tucumán Rugby Club y Universitario de Mar del Plata no se disputó ya que el equipo tucumano había reclamado tanto el transporte por vía aérea (establecido al comienzo del torneo) y, en caso de no darse, no recibir sanciones por ausentarse, tal como había sido el caso del equipo marplatense en la primera fase. La UAR decidió dar el partido por perdido a los tucumanos y otorgar los cuatro puntos a los marplatenses, argumentando que el cambio del reglamento ya había sido acordado con los clubes.
| Pos. | Equipos             | Partidos | Partidos | Partidos | Tantos | Tantos | Tantos | Pts. |
| Pos. | Equipos             | G        | E        | P        | PF     | PC     | DP     | Pts. |
| ---- | ------------------- | -------- | -------- | -------- | ------ | ------ | ------ | ---- |
| 1.°  | Cardenales          | 3        | 0        | 0        | 109    | 63     | +46    | 15   |
| 2.°  | Universitario (MDP) | 2        | 0        | 1        | 33     | 46     | -13    | 8    |
| 3.°  | Tucumán RC          | 1        | 0        | 2        | 53     | 50     | +3     | 6    |
| 4.°  | Universitario (R)   | 0        | 0        | 3        | 71     | 107    | -36    | 4    |

|  | Clasifica a semifinales |

| 20 de septiembre | Universitario (MDP) | w.o.    | Tucumán RC |                                         |                                         |
|                  |                     | Reporte |            | Árbitro(s): Martín Rodríguez (Santa Fe) | Árbitro(s): Martín Rodríguez (Santa Fe) |

| 21 de septiembre | Cardenales | 55 - 29 | Universitario (R) |                                         |                                         |
|                  |            | Reporte |                   | Árbitro(s): Marcelo Domínguez (Córdoba) | Árbitro(s): Marcelo Domínguez (Córdoba) |

| 27 de septiembre | Tucumán RC | 22 - 25 | Cardenales |                                             |                                             |
|                  |            | Reporte |            | Árbitro(s): Ricardo Ponce de León (Tucumán) | Árbitro(s): Ricardo Ponce de León (Tucumán) |

| 28 de septiembre | Universitario (MDP) | 21 - 17 | Universitario (R) |                                            |                                            |
|                  |                     | Reporte |                   | Árbitro(s): Marcelo Toscano (Buenos Aires) | Árbitro(s): Marcelo Toscano (Buenos Aires) |

| 4 de octubre | Cardenales | 29 - 12 | Universitario (MDP) |  |  |
|              |            | Reporte |                     |  |  |

| 4 de octubre | Universitario (R) | 25 - 31 | Tucumán RC |  |  |
|              |                   | Reporte |            |  |  |

### Zona B
| Pos. | Equipos                | Partidos | Partidos | Partidos | Tantos | Tantos | Tantos | Pts. |
| Pos. | Equipos                | G        | E        | P        | PF     | PC     | DP     | Pts. |
| ---- | ---------------------- | -------- | -------- | -------- | ------ | ------ | ------ | ---- |
| 1.°  | Duendes                | 3        | 0        | 0        | 79     | 59     | +20    | 13   |
| 2.°  | Huirapuca              | 2        | 0        | 1        | 100    | 97     | +3     | 11   |
| 3.°  | Gimnasia y Esgrima (R) | 1        | 0        | 2        | 67     | 72     | -5     | 6    |
| 4.°  | Los Tarcos             | 0        | 0        | 3        | 85     | 103    | -18    | 4    |

|  | Clasifica a semifinales |

| 20 de septiembre | Los Tarcos | 44 - 50 | Huirapuca |                                    |                                    |
|                  |            | Reporte |           | Árbitro(s): Omar Alcocer (Tucumán) | Árbitro(s): Omar Alcocer (Tucumán) |

| 21 de septiembre | Duendes | 23 - 17 | Gimnasia y Esgrima (R) |                                        |                                        |
|                  |         | Reporte |                        | Árbitro(s): Santiago Borsani (Rosario) | Árbitro(s): Santiago Borsani (Rosario) |

| 27 de septiembre | Duendes | 20 - 16 | Huirapuca |                                         |                                         |
|                  |         | Reporte |           | Árbitro(s): Marcelo Domínguez (Córdoba) | Árbitro(s): Marcelo Domínguez (Córdoba) |

| 28 de septiembre | Gimnasia y Esgrima (R) | 17 - 15 | Los Tarcos |                                         |                                         |
|                  |                        | Reporte |            | Árbitro(s): Martín Rodríguez (Santa Fe) | Árbitro(s): Martín Rodríguez (Santa Fe) |

| 5 de octubre | Huirapuca | 34 - 33 | Gimnasia y Esgrima (R) |                                             |                                             |
|              |           | Reporte |                        | Árbitro(s): Ricardo Ponce de León (Tucumán) | Árbitro(s): Ricardo Ponce de León (Tucumán) |

| 5 de octubre | Los Tarcos | 26 - 36 | Duendes |                                            |                                            |
|              |            | Reporte |         | Árbitro(s): Víctor Rabuffetti (Entre Ríos) | Árbitro(s): Víctor Rabuffetti (Entre Ríos) |

## Fase final

### Cuadro de desarrollo
|  | Semifinales         | Semifinales        |            |         | Final         | Final         |  |
|  | 11 y 12 de octubre  | 11 y 12 de octubre |            |         | 18 de octubre | 18 de octubre |  |
|  |                     |                    |            |         |               |               |  |
|  |                     |                    |            |         |               |               |  |
|  | Duendes             | 41                 |            |         |               |               |  |
|  | Duendes             | 41                 |            |         |               |               |  |
|  | Universitario (MDP) | 14                 |            |         |               |               |  |
|  | Universitario (MDP) | 14                 |            | Duendes | 22            |               |  |
|  |                     |                    |            | Duendes | 22            |               |  |
|  |                     |                    | Cardenales | 20      |               |               |  |
|  | Cardenales          | 19                 | Cardenales | 20      |               |               |  |
|  | Cardenales          | 19                 |            |         |               |               |  |
|  | Huirapuca           | 5                  |            |         |               |               |  |
|  | Huirapuca           | 5                  |            |         |               |               |  |
|  |                     |                    |            |         |               |               |  |

Semifinales
| 11 de octubre | Cardenales | 19 - 15 | Huirapuca |                                        |                                        |
|               |            | Reporte |           | Árbitro(s): Santiago Borsani (Rosario) | Árbitro(s): Santiago Borsani (Rosario) |

| 12 de octubre | Duendes | 41 - 14 | Universitario (MDP) |                                             |                                             |
|               |         | Reporte |                     | Árbitro(s): Ricardo Ponce de León (Tucumán) | Árbitro(s): Ricardo Ponce de León (Tucumán) |

Final
| 18 de octubre | Duendes | 22 - 20 | Cardenales |                                            |                                            |
|               |         | Reporte |            | Árbitro(s): Víctor Rabuffetti (Entre Ríos) | Árbitro(s): Víctor Rabuffetti (Entre Ríos) |

| Bandera de la Provincia de Santa Fe |
| Duendes Campeón                     |
| Primer título                       |

## Permanencia
Los cuatro equipos clasificados 4.° en la primera fase se enfrentaron a eliminación directa para definir al último posicionado en el torneo y el intercambio de plazas para la próxima temporada. Taragüy de Corrientes cayó 57-27 en la final, por lo que su región de origen, el Torneo Regional NEA, perdió su cupo para el Torneo del Interior A 2004. Este cupo fue otorgado a la región de origen del equipo ganador del Torneo del Interior B 2003, el cual posteriormente sería Universitario de Salta del Torneo Regional NOA.
Semifinales
| 20 de septiembre | Los Tordos | 22 - 23 | Mendoza RC |                                  |                                  |
|                  |            | Reporte |            | Árbitro(s): Rafael Molina (Cuyo) | Árbitro(s): Rafael Molina (Cuyo) |

| 21 de septiembre | Taragüy | 24 - 29 | Jockey Club (R) |                                      |                                      |
|                  |         | Reporte |                 | Árbitro(s): Javier Mancuso (Córdoba) | Árbitro(s): Javier Mancuso (Córdoba) |

Final
| 4 de octubre | Los Tordos | 57 - 27 | Taragüy |  |  |
|              |            | Reporte |         |  |  |